# Sinfonieorchester Sapporo

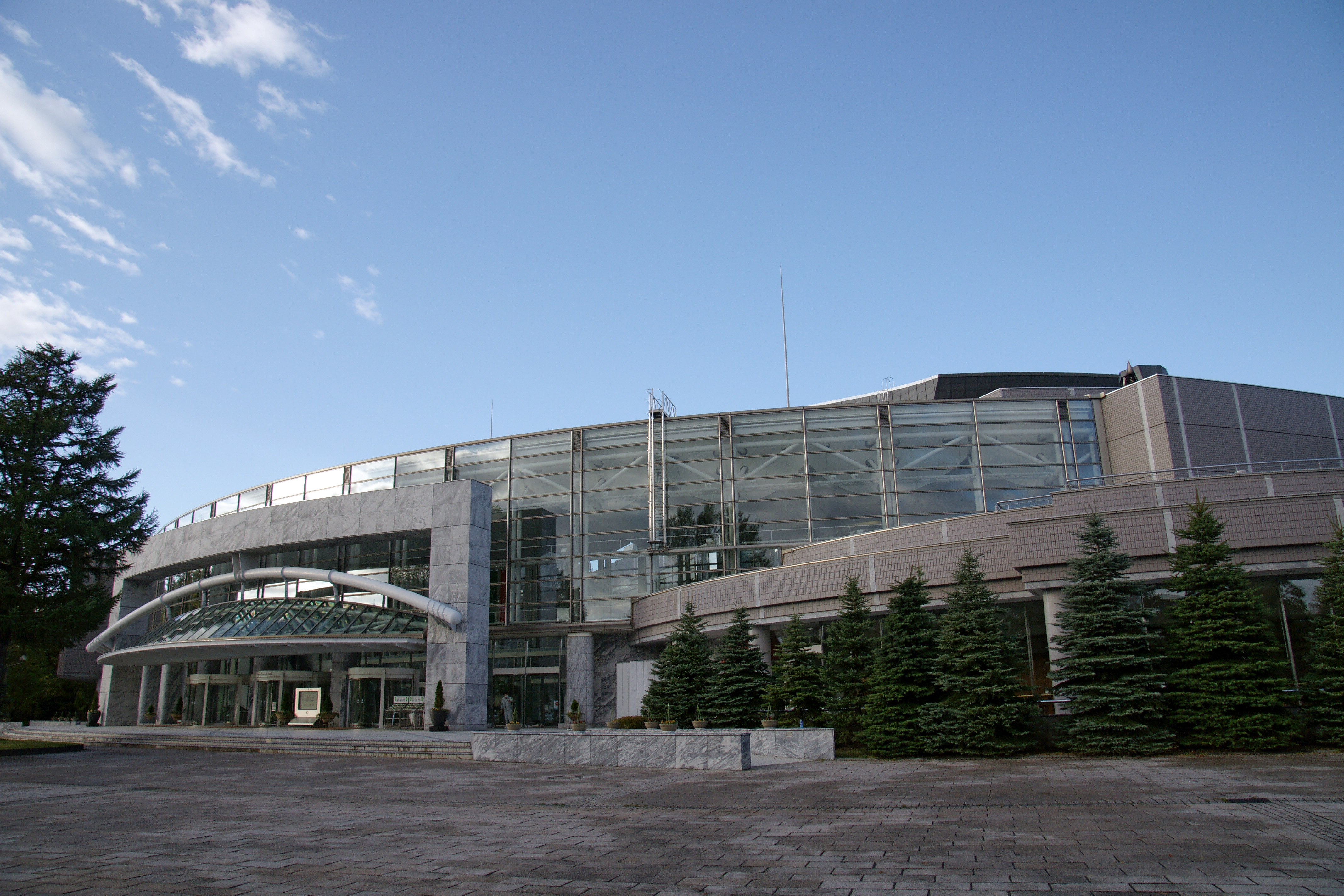
Kitara-Konzerthalle Sapporo

Das Sinfonieorchester Sapporo (jap. 公益財団法人 札幌交響楽団, Kōeki Zaidan Hōjin Sapporo Kōkyō Gakudan, kurz: 札響, Sakkyō) ist ein professionelles japanisches Sinfonieorchester, das am 1. Juli 1961 gegründet wurde. Daneben existiert noch das Amateur-Philharmonieorchester Sapporo (札幌フィルハーモニー管弦楽団).
Es hat seinen Hauptsitz in der Kitara-Konzerthalle in Sapporo, Hokkaidō, und ist reguläres Mitglied der japanischen Orchester-Vereinigung. Chefdirigent ist Matthias Bamert, Honorary Music Director ist Tadaaki Otaka. Das Orchester ist mit rund 73 Orchestermitgliedern (Stand April 2020) und etwa 120 Aufführungen jährlich das einzige professionelle Orchester in Hokkaidō. 1980 erhielt es den Hokkaidō-Kulturpreis.
Das Orchester gibt regelmäßig Abonnentenkonzerte in der Kitara-Konzerthalle und Auftragskonzerte in aller Welt. Es widmet sich insbesondere auch der Musikerziehung von Kindern, gibt Konzerte in Schulen und besitzt beispielsweise eine „Blasmusikinstrumente-Klinik“ (吹奏楽楽器クリニック, Suisōgaku Gakki Kuriniku), in der Kinder im Umgang mit Blasinstrumenten ausgebildet werden und sich mit Profis austauschen können.

## Ehemalige Musikdirektoren und Dirigenten des Orchesters
- 1961–1968 Masao Araya (Chefdirigent)
- 1969–1975 Peter Schwarz (Chefdirigent)
- 1975–1987 Hiroyuki Iwaki (Resident Conductor, 1978 Musikdirektor)
- 1988–1998 Kazuyoshi Akiyama (Chefdirigent)
- 1981–1986; 1998–2015 Tadaaki Otaka (Resident Conductor; Chefdirigent, 2004 Musikdirektor)
- 1988–1992; 2003–2012 Ken Takaseki (Conductor; Resident Conductor)[3]
- 2008–2015 Radomil Eliška (Principal Guest Conductor)[3]
- 2015–2018 Max Pommer (Chefdirigent)[4]
- 2018–0000 Matthias Bamert (Chefdirigent)[3]